# 善存

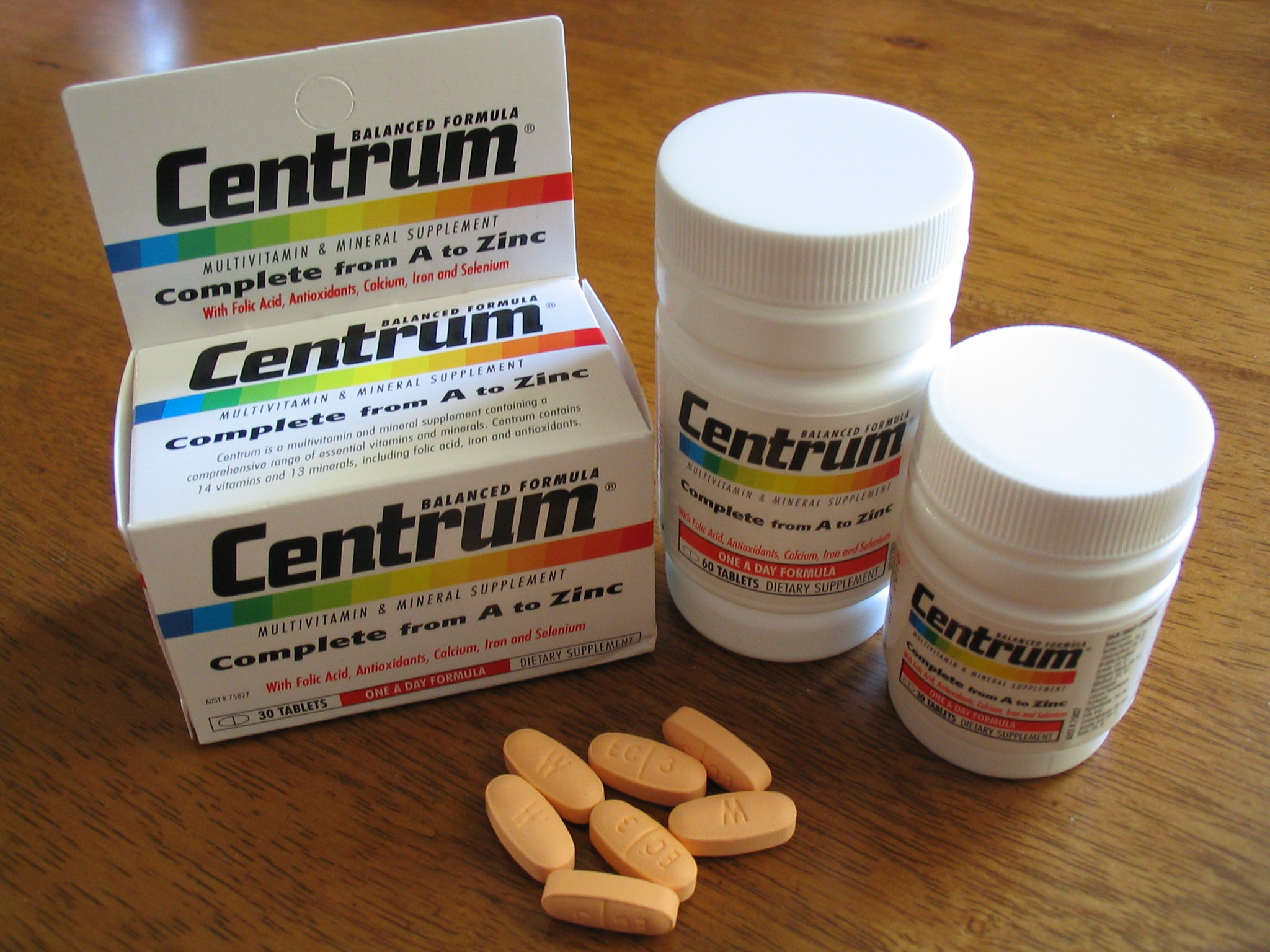
Centrum multivitamis in Australasian packaging

善存（Centrum）是Haleon的食品級的多重補充維他命的品种，创立于1978年。

## 歷史
- 1978年美國氰胺公司創立善存。

## 主要成分
山梨糖醇，磷酸氫鈣，甘露糖醇（小麥），碳酸鈣，微晶纖維素，預糊化玉米澱粉，抗壞血酸（維生素C），氧化鎂，......

## 健康提示
- 善存只當作可食用的補充維生素用途，並沒有得到美國食品和藥物管理局評估，本產品不用於診斷，治療，治愈或預防任何疾病。
- 善存並不是降膽固醇藥物的替代品。
- 善存需根據醫生的建議和銷售。